# 18241 Genzel
18241 Genzel este un asteroid din centura principală de asteroizi.

## Descriere
18241 Genzel este un asteroid din centura principală de asteroizi. A fost descoperit pe 29 septembrie 1973 la Observatorul Palomar de Cornelis Johannes van Houten, Ingrid van Houten-Groeneveld și Tom Gehrels. Asteroidul prezintă o orbită caracterizată de o semiaxă mare de 2,73 ua, o excentricitate de 0,07 și o înclinație de 5,2° în raport cu ecliptica.